# Valdemar Møller
Valdemar Møller, född 19 januari 1885, död 16 februari 1947, var en dansk skådespelare, son till skådespelerskan Julie Møller och bror till Petrine Sonne.
Møller debuterade på Det Kongelige Teater i Köpenhamn 1905.

## Filmografi (urval)
- 1911 – Balletdanserinden
- 1915 – Brita på Backen
- 1920 – Lyckoper
- 1938 – Champagnegaloppen
- 1939 – Cirkus
- 1939 – Rosor varje kväll
- 1944 – To som elsker hinanden